# Lantana – Szövevény
A Lantana – Szövevény (Lantana) Ray Lawrence 2001-ben bemutatott thriller-drámája. A forgatókönyvet Andrew Bovell írta. A főszereplők Anthony LaPaglia és Barbara Hershey, a film hossza 120 perc. 
A magyar mozibemutató 2003. január 30-án volt.

## Szereplők
| Szereplő       | Színész           | Magyar hang     |
| -------------- | ----------------- | --------------- |
| Leon Zat       | Anthony LaPaglia  | Szerednyey Béla |
| John Knox      | Geoffrey Rush     | Helyey László   |
| Valerie Somers | Barbara Hershey   | Bertalan Ágnes  |
| Sonja Zat      | Kerry Armstrong   | Vándor Éva      |
| Jane O'May     | Rachael Blake     | Frajt Edit      |
| Nik D'Amato    | Vince Colosimo    | Fekete Ernő     |
| Michael        | Russell Dykstra   | Kapácsy Miklós  |
| Paula D'Amato  | Daniela Farinacci | Bátori Orsolya  |
| Patrick Phelan | Peter Phelps      | Czvetkó Sándor  |
| Claudia Wiss   | Leah Purcell      | Söptei Andrea   |
| Pete O'May     | Glenn Robbins     | Bácskai János   |